# Dechas
Dechas var ett band från Huddinge/Stockholm med starka influenser av metal, rap-metal och rock. Bandet var aktivt 1998-2004 och släppte en EP på DayGlo Records, ett album på Shutdown Rekordz i Australien samt medverkade på diverse samlingsalbum.
Efter ett flitigt turnerande i Sverige och utomlands (bl.a. Augustibuller 2001) splittrades bandet 2004 när den dåvarande sångaren, Hakim Hietikko, beslöt sig för att flytta tillbaka till Finland för att starta upp bandet April. Resterande medlemmar fortsatte spela med en ny sångare under namnet Microtone mellan 2004 och 2006. Därefter gick Joel Edegran och Georgios Karvelas vidare för att spela i bandet MIKE.

## Medlemmar
| 1998 | Ib Vegger Sång      | Jakob Asp Gitarr | Joel Edegran Gitarr | Johan Söderberg Basgitarr   | Martin Franzén Trummor |                                |
| 1999 | Ib Vegger Sång      | Jakob Asp Gitarr | Joel Edegran Gitarr | Johan Söderberg Basgitarr   | Martin Franzén Trummor | Christopher Wesslén Turntables |
| 2000 | Ib Vegger Sång      | Jakob Asp Gitarr | Joel Edegran Gitarr | Johan Söderberg Basgitarr   | Martin Franzén Trummor |                                |
| 2003 | Hakim Hietikko Sång | Jakob Asp Gitarr | Joel Edegran Gitarr | Georgios Karvelas Basgitarr | Martin Franzén Trummor |                                |

## Diskografi
Studioalbum
- 2002 - Reborn

EP
- 2000 - Dechas s/t